# Aglossophanes
Aglossophanes is een geslacht van vlinders van de familie spanners (Geometridae), uit de onderfamilie Oenochrominae.

## Soorten
- A. adoxima Turner, 1944
- A. pachygramma Lower, 1893